# Cors (joc)
Els Cors és un joc de cartes l'objectiu del qual és acabar la partida amb el mínim de punts possible. És una evolució de l'original "Dame de Piques" francès. El joc estàndard es fa amb una baralla francesa i quatre jugadors. S'ha popularitzat molt a partir de la seva inclusió al sistema Windows.

## Descripció del joc
Es donen 13 cartes a cadascun i se'n passen 3 a l'adversari. Això es fa 3 vegades, ja que la quarta es comença sense passar-la a ningú. El jugador que en la seva mà tingui el 2 de trèvol comença el joc el qual es desenvoluparà en el sentit de les agulles del rellotge.
El que comença la ronda tira una carta enmig de la taula. Els altres han de seguir el pal. Guanya la mà (i comença la següent) qui ha tret la carta més alta. Si no es tenen cartes del pal escollit es pot tirar qualsevol altra, tenint en compte les cartes negatives o que valen punts. Algunes variants normatives diuen que no es pot tirar un cor fins que algú estigui "brut", és a dir, que tingui ja punts negatius. Les 4 cartes d'una mà es van apilant boca avall en un piló. Només es pot consultar l'última mà per comptar i planificar l'estratègia. Les cartes negatives es posen davant del jugador que se les ha emportat i a la vista.
Les cartes negatives són totes les de cors (valen cadascuna segons el valor numèric) i la carta de la Q de piques (la dama negra), que val 13 punts negatius. Cada carta negativa és dolenta, però si se sumen els 26 punts (tots els cors més la dama negra), es guanya automàticament el joc. És el que s'anomena bola, tocar el cel, o ple de dama.